# Petroglifos de Bangudae

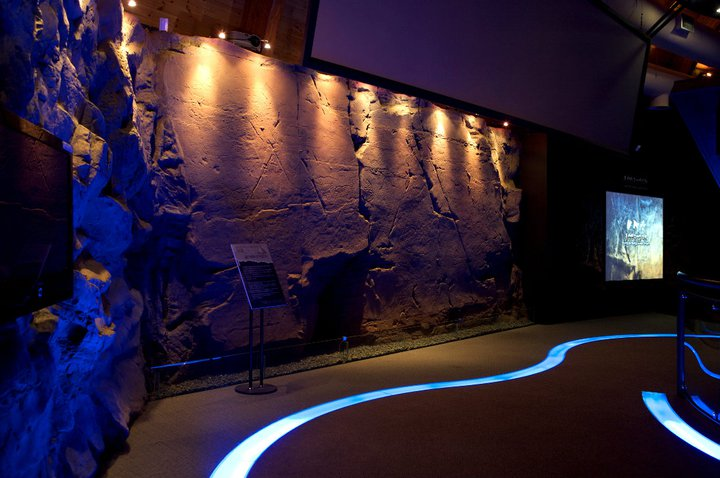
Petroglifos de Bangudae
Hangul: 반구대 암각화

Los Petroglifos de Bangudae forman parte del tesoro nacional de Corea del Sur. Los petroglifos contienen aproximadamente 200 figuras de los animales diferentes como tigres y jabalíes así que lo considera la mejor relica mostrando la prehistoria de Corea. Los petroglifos se pueden observear desde octubre a febrero normalmente debido al nivel de agua alrededor de Bangudae.
Se ubican principalmente en la roca vertical caras planas alrededor de 8 m de ancho y alrededor de 5 metros de altura en los acantilados escarpados en la orilla de la corriente Daegokcheon, un brazo del río Taehwa, que se extiende hacia el este y se une a la Mar del Este en Ulsan. Las diez caras de la roca de los alrededores tienen un pequeño número de grabados también. Las rocas se componen de esquistos y hornfels orientadas hacia el norte y brillan por un rato al atardecer. Como un acantilado sobresaliente que están en la estructura de un refugio de piedra. 
En estos yacimientos neolíticos, fechados entre el año 6000 y el año 1000 a. C. se encuentran las primeras representaciones relacionadas con la pesca de la ballena de las que se tiene constancia. Incluyen imágenes tanto del aprovechamiento de los restos de ballenas varadas en la costa como de la pesca costera con arpón.
Detallamente los imágenes incluyen: los humanos(14), los animales(193), los barcos(5), los instrumentos(6) y los desconocidos(78). Los animales marines y terrestres son describidos también con las formas embarazadas que se considera una ambición para reservar alimento y fecundidad de la gente prehistórica. Entre los animales marines,las ballenas son las mayorías. Como se representa con gran meticulosidad, los petroglifos tienen su fama probablemente más reconcido como los pintando las ballenas.

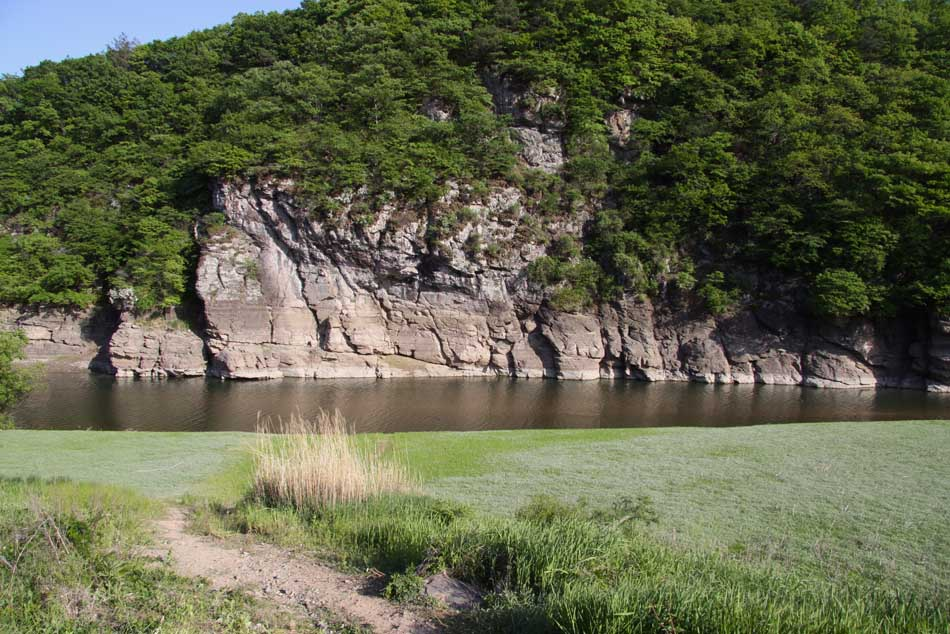
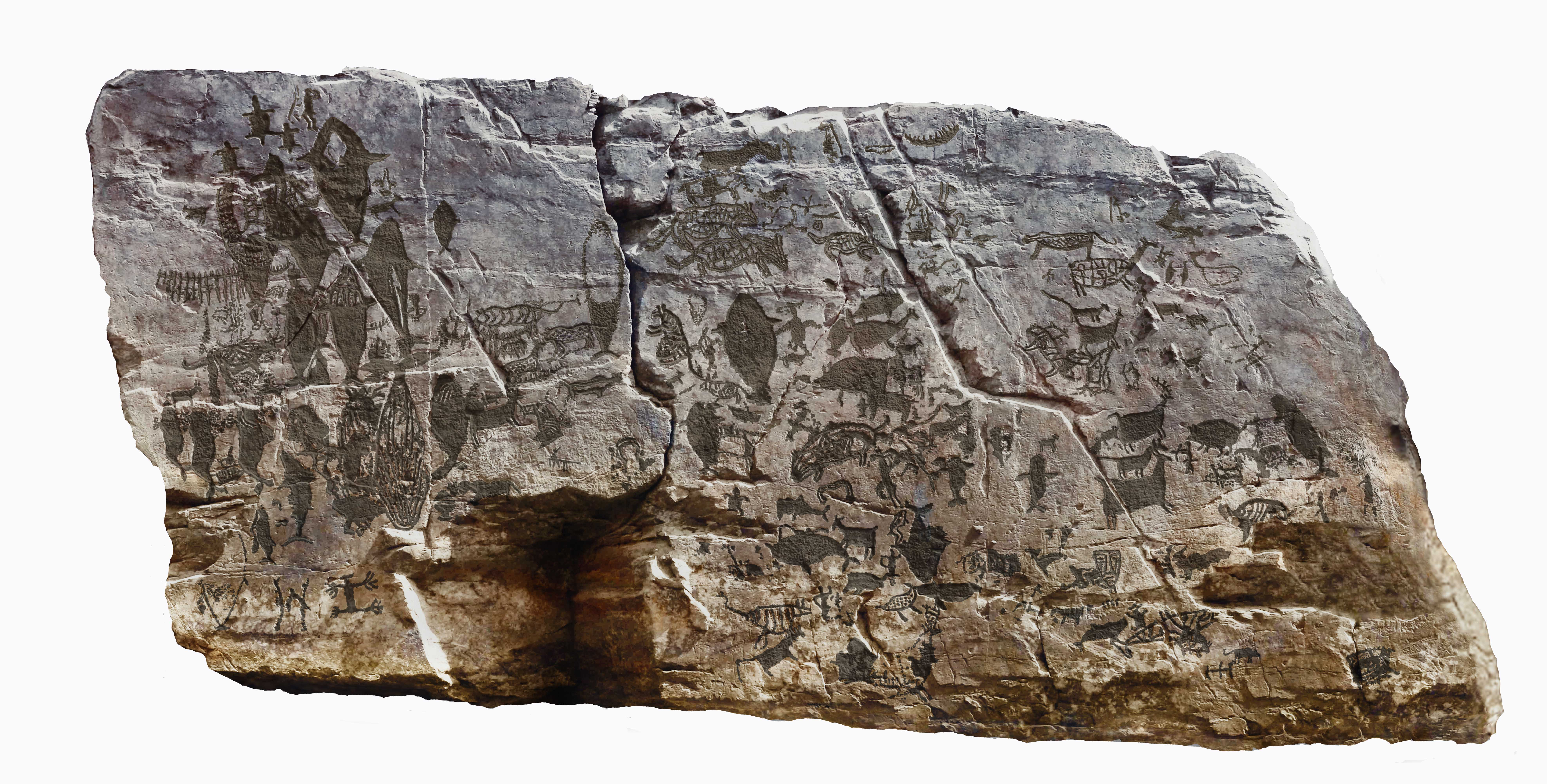